# Carrer de les Taules Velles (Tortosa)
El carrer de les Taules Velles és al centre de Tortosa (Baix Ebre) i és inclòs a l'Inventari del Patrimoni Arquitectònic de Catalunya.

## Descripció
És un carrer d'uns 3 metres d'amplada i traçat irregular (fent panxa) que comunica els carrers de la Cruera i dels Canvis amb la plaça de la Verge de la Cinta.

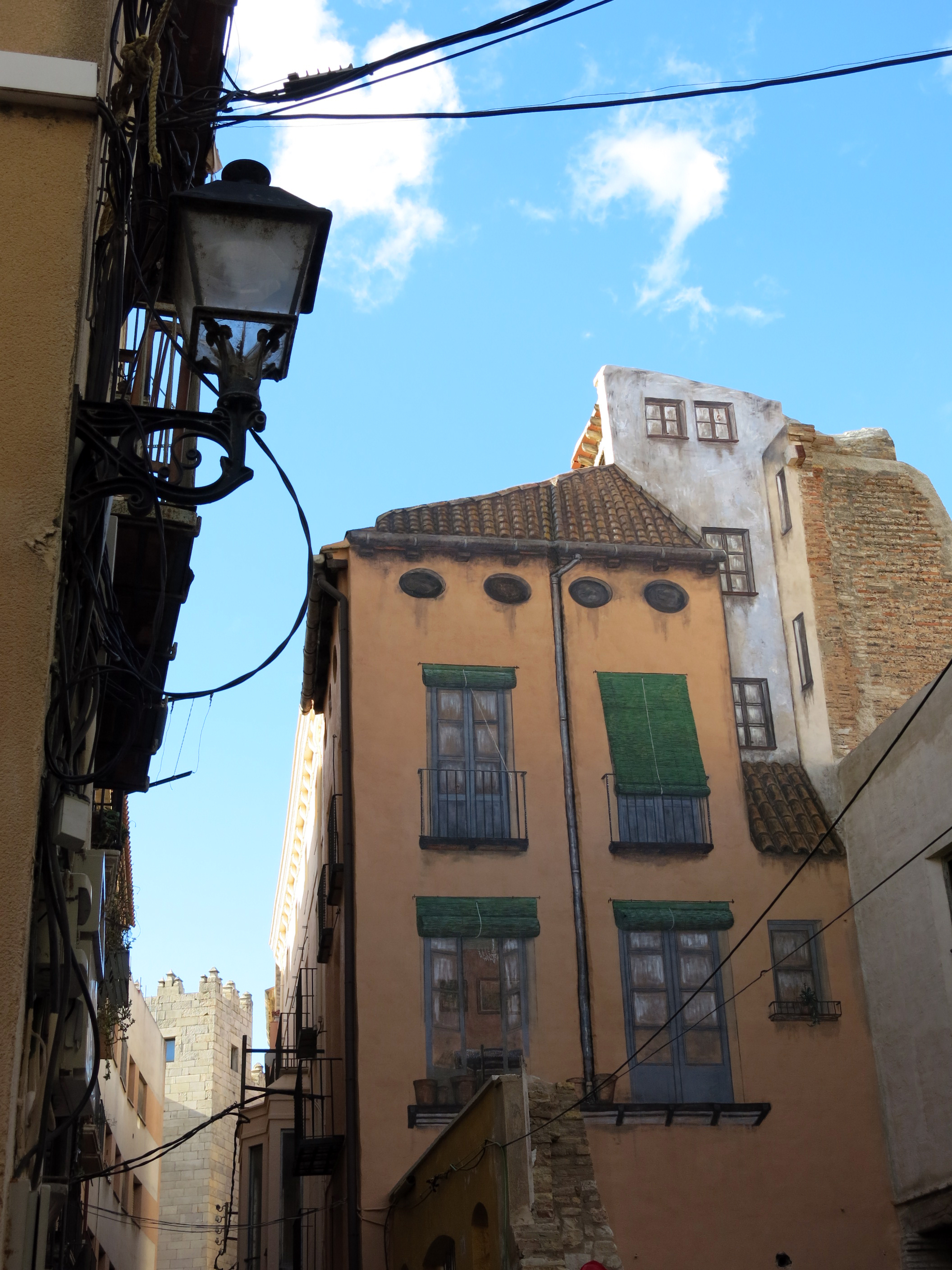
Mural en una mitjana del carrer de les Taules Velles

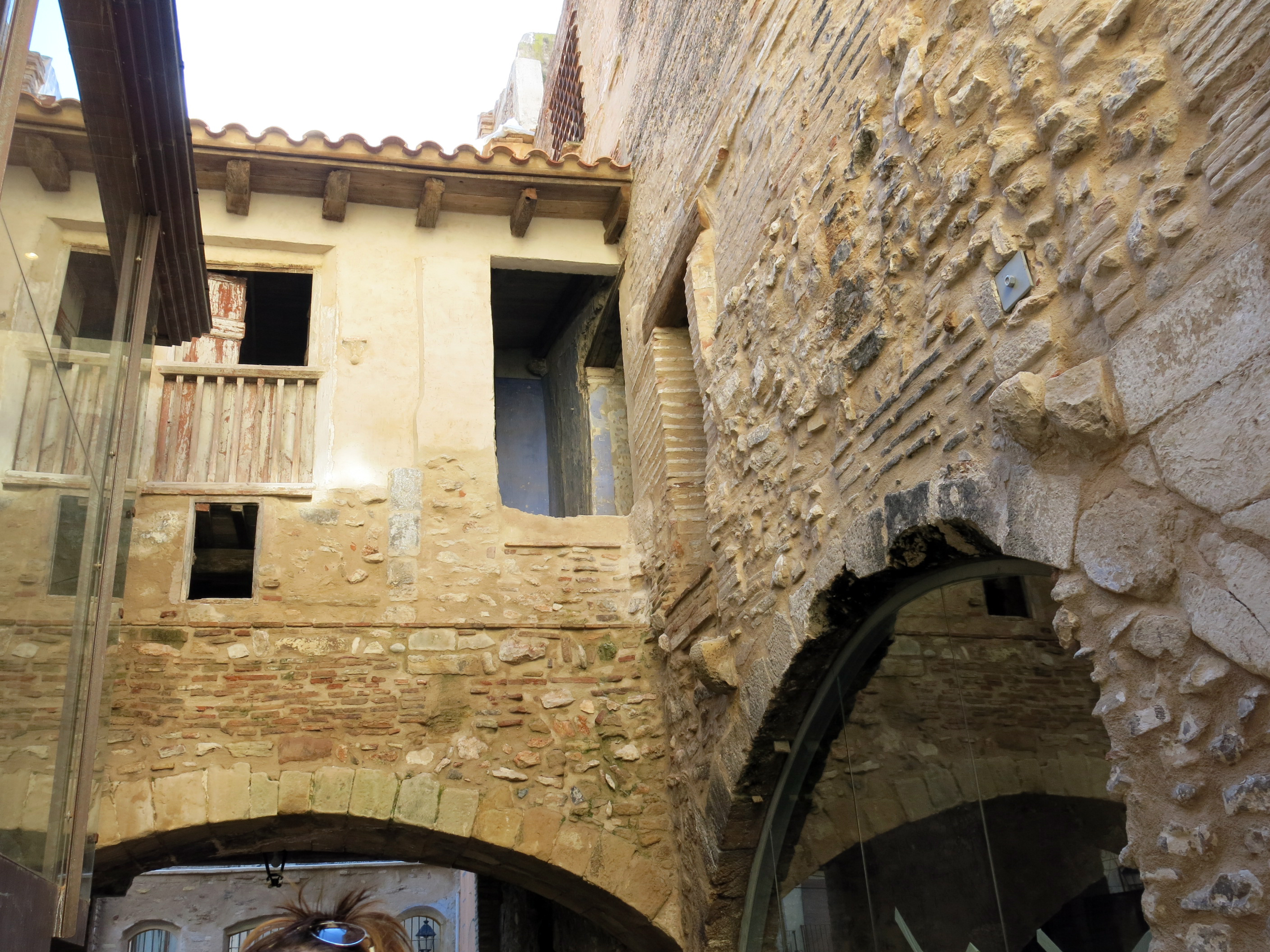
Passatge que comunica amb el carrer del Palau

El componen habitatges plurifamiliars d'entre tres i cinc pisos. Les obertures són normalment allindades, i als pisos hi predominen els balcons amb estructura de ferro i manises decorades a la base, ja sigui amb motius geomètrics senzills, vegetals o sense decorar.
Les façanes en general són molt senzilles, arrebossades i pintades, la majoria amb un color vermellós, sense cap decoració. A més dels edificis de pisos, hi ha algun habitatge unifamiliar, com el número 7, amb una estructura més similar a la de la casa rural; pot ser que aquest sigui dels més antics del carrer.

## Història
Encara que la construcció dels habitatges actuals data del segle xix, aproximadament, aquest carrer es troba dins del recinte del que era ja la ciutat romana. Es tractava, a més, d'una part de l'eix primordial de la ciutat, el decumanus, que enllaçava l'accés des del mig de l'Ebre a través del pont de Barques (dit així a l'època medieval) amb la plaça de la Cinta i el Portal del Romeu, antiga sortida de la ciutat. Es troba, a més, a l'alçada on sembla que s'ubicava el fòrum, aproximadament on ara s'aixeca la catedral.
Al llarg de l'Edat Mitjana va ser també una via important. El capítol catedralici i els canonges hi posseïen diverses cases deixades a cens, com ho demostren nombrosos documents dels segles xiii i XIV.